# Liga de Campeones de la CAF 2010
La Liga de Campeones de la CAF 2010 fue la 46.ª edición del torneo, de los cuales participaron solo clubes de los países afiliados a la Confederación Africana de Fútbol (CAF). El ganador de esta edición del torneo representará a la CAF en la Copa Mundial de Clubes de la FIFA 2010 a Disputarse en los Emiratos Árabes Unidos en  diciembre de 2010.

## Resultados

### Ronda preliminar
Los ganadores avanzarán a la primera fase. Los partidos se jugarán, la ida el 12 y 14 de febrero, y la vuelta los días 26 y 28 de febrero de 2010.
| Equipo 1                  | Agr.         | Equipo 2           | Ida | Vuelta |
| ------------------------- | ------------ | ------------------ | --- | ------ |
| APR FC                    | 3–2          | CRD Libolo         | 2–2 | 1–0    |
| Djoliba                   | 1–0          | Ahly Benghazi      | 1–0 | 0–0    |
| ASC Linguère              | 2–2 (4-2 p.) | Asante Kotoko      | 2–0 | 0–2    |
| Sofapaka                  | 0–2          | Ismaily            | 0–0 | 0–2    |
| US Stade Tamponnaise      | 5–2          | Ajesaia            | 2–1 | 3–1    |
| Benín                     | w/o1         | Africa Sports      |     |        |
| Fello Star                | 2–4          | Raja Casablanca    | 1–3 | 1–1    |
| Elá Nguema                | 3–9          | Petro Atlético     | 2–3 | 1–6    |
| Sahel SC                  | 2–2 (v.)     | Club Africain      | 2–1 | 0–1    |
| Armed Forces              | 1–5          | JS Kabylie         | 1–2 | 0–3    |
| Gazelle FC                | 3–2          | Bayelsa United     | 1–0 | 2–2    |
| Saint-George SA           | 2–4          | Al-Merrikh         | 1–1 | 1–3    |
| East End Lions            | 4–5          | Espérance de Tunis | 2–2 | 2–3    |
| Stade Mandji              | 1–6          | ASFA Yennenga      | 0–2 | 1–4    |
| La Passe                  | 2–3          | Curepipe Starlight | 1–0 | 1–3    |
| Gaborone United           | (v.) 2–2     | Orlando Pirates    | 0–0 | 2–2    |
| Young Africans            | 2–4          | Saint Eloi Lupopo  | 2–3 | 0–1    |
| Mafunzo                   | 1–6          | Gunners            | 1–2 | 0–4    |
| Tempête Mocaf             | 1–8          | Ittihad            | 1–2 | 0–6    |
| Os Balantas               | 0–3          | Difaa El Jadida    | 0–0 | 0–3    |
| URA                       | 1–4          | Zanaco             | 1–0 | 0–4    |
| Santo Tomé y Príncipe     | w/o1         | Union Douala       |     |        |
| CSMD Diables Noirs        | 3–4          | ES Sétif           | 3–2 | 0–2    |
| Vital'O FC                | 4–4 (3-5 p.) | Tiko United FC     | 2–2 | 2–2    |
| Mbabane Swallows          | 3–5          | Supersport United  | 1–3 | 2–2    |
| Apache Club de Mitsamioul | 4–9          | Ferroviário Maputo | 3–5 | 1–4    |

1- Benín y Santo Tomé y Príncipe no mandaron representantes al torneo.

### Primera fase
Partidos a disputarse el 19 y 21 de marzo y el 2 y 4 de abril de 2010.
| Equipo 1           | Agr.         | Equipo 2             | Ida | Vuelta |
| ------------------ | ------------ | -------------------- | --- | ------ |
| APR                | 1–2          | Mazembe              | 1–0 | 0–2    |
| Djoliba            | 1–1 (4-3 p.) | ASC Linguère         | 1–0 | 0–1    |
| Ismaily            | 3–2          | US Stade Tamponnaise | 3–1 | 0–1    |
| Africa Sports      | 1–4          | Al-Hilal             | 0–0 | 1–4    |
| Raja Casablanca    | 1–2          | Petro Atlético       | 1–1 | 0–1    |
| Club Africain      | 1–2          | Kabylie              | 1–1 | 0–1    |
| Gazelle FC         | 1–3          | Al-Merrikh           | 1–1 | 0–2    |
| Espérance de Tunis | 7–2          | ASFA Yennenga        | 4–1 | 3–1    |
| Curepipe Starlight | 0–6          | Gaborone United      | 0–3 | 0–3    |
| Saint Eloi Lupopo  | 0–2          | Dynamos              | 0–1 | 0–1    |
| Gunners            | 1–2          | Al-Ahly              | 1–0 | 0–2    |
| Ittihad            | 2–2 (4-3 p.) | Difaa El Jadida      | 1–1 | 1–1    |
| Zanaco             | 2–1          | ASEC Mimosas         | 1–0 | 1–1    |
| Union Douala       | 0–7          | Sétif                | 0–2 | 0–5    |
| Tiko United FC     | 3–3 (v.)     | Heartland            | 2–2 | 1–1    |
| Supersport United  | 3–2          | Ferroviário Maputo   | 3–0 | 0–2    |

### Segunda fase
Partidos a disputarse el 23 y 25 de abril y el 7 y 9 de mayo de 2010. Los equipos perdedores pasarían a jugar la Copa Confederación de la CAF 2010.
| Equipo 1           | Agr. | Equipo 2        | Ida | Vuelta |
| ------------------ | ---- | --------------- | --- | ------ |
| Djoliba            | 0–4  | Mazembe         | 0–1 | 0–3    |
| Al-Hilal           | 1–4  | Ismaily         | 0–1 | 1–3    |
| Kabylie            | 3–2  | Petro Atlético  | 2–0 | 1–2    |
| Espérance de Tunis | 4–1  | Al-Merrikh      | 3–0 | 1–1    |
| Dynamos            | 4–2  | Gaborone United | 4–1 | 0–1    |
| Ittihad            | 2–3  | Al-Ahly         | 2–0 | 0–3    |
| Sétif              | 3–2  | Zanaco          | 1–0 | 2–2    |
| Supersport United  | 2–4  | Heartland       | 1–1 | 1–3    |

### Fase de grupos
Luego de las fases previas, se forman dos grupos de cuatro equipos cada uno, que juegan partidos de ida y vuelta de bajo el sistema de todos contra todos. Los dos mejores de cada grupo clasificarán a las semifinales y posteriormente a la final. El sorteo de los grupos fue el 13 de mayo de 2010 en El Cairo.

#### Grupo A
| Equipo             | Pts | PJ | PG | PE | PP | GF | GC | DG |
| ------------------ | --- | -- | -- | -- | -- | -- | -- | -- |
| Espérance de Tunis | 13  | 6  | 4  | 1  | 1  | 9  | 4  | +5 |
| Mazembe            | 11  | 6  | 3  | 2  | 1  | 8  | 7  | +1 |
| Sétif              | 6   | 6  | 1  | 3  | 2  | 7  | 6  | +1 |
| Dynamos            | 3   | 6  | 1  | 0  | 5  | 2  | 9  | -7 |

| Fecha            | Lugar      | Local              | Resultado | Visitante          |
| ---------------- | ---------- | ------------------ | --------- | ------------------ |
| 16 de julio      | Sétif      | Sétif              | 0:1       | Espérance de Tunis |
| 18 de julio      | Harare     | Dynamos            | 0:2       | Mazembe            |
| 31 de julio      | Túnez      | Espérance de Tunis | 1:0       | Dynamos            |
| 1 de agosto      | Lubumbashi | Mazembe            | 2:2       | Sétif              |
| 15 de agosto     | Harare     | Dynamos            | 1:0       | Sétif              |
| 15 de agosto     | Lubumbashi | Mazembe            | 2:1       | Espérance de Tunis |
| 27 de agosto     | Sétif      | Sétif              | 3:0       | Dynamos            |
| 28 de agosto     | Túnez      | Espérance de Tunis | 3:0       | Mazembe            |
| 11 de septiembre | Lubumbashi | Mazembe            | 2:1       | Dynamos            |
| 12 de septiembre | Túnez      | Espérance de Tunis | 2:2       | Sétif              |
| 18 de septiembre | Sétif      | Sétif              | 0:0       | Mazembe            |
| 19 de septiembre | Harare     | Dynamos            | 0:1       | Espérance de Tunis |

#### Grupo B
| Equipo    | Pts | PJ | PG | PE | PP | GF | GC | DG |
| --------- | --- | -- | -- | -- | -- | -- | -- | -- |
| Kabylie   | 14  | 6  | 4  | 2  | 0  | 6  | 2  | +4 |
| Al-Ahly   | 8   | 6  | 2  | 2  | 2  | 8  | 9  | -1 |
| Ismaily   | 6   | 6  | 2  | 0  | 4  | 7  | 8  | -1 |
| Heartland | 5   | 6  | 1  | 2  | 3  | 5  | 7  | -2 |

| Fecha            | Lugar      | Local     | Resultado | Visitante |
| ---------------- | ---------- | --------- | --------- | --------- |
| 18 de julio      | Owerri     | Heartland | 1:1       | Al-Ahly   |
| 18 de julio      | Ismailia   | Ismaily   | 0:1       | Kabylie   |
| 31 de julio      | Tizi Ouzou | Kabylie   | 1:0       | Heartland |
| 1 de agosto      | El Cairo   | Al-Ahly   | 2:1       | Ismaily   |
| 15 de agosto     | Ismailia   | Ismaily   | 1:0       | Heartland |
| 15 de agosto     | Tizi Ouzou | Kabylie   | 1:0       | Al-Ahly   |
| 29 de agosto     | Owerri     | Heartland | 2:1       | Ismaily   |
| 29 de agosto     | El Cairo   | Al-Ahly   | 1:1       | Kabylie   |
| 10 de septiembre | Tizi Ouzou | Kabylie   | 1:0       | Ismaily   |
| 12 de septiembre | El Cairo   | Al-Ahly   | 2:1       | Heartland |
| 17 de septiembre | Owerri     | Heartland | 1:1       | Kabylie   |
| 19 de septiembre | Ismailia   | Ismaily   | 4:2       | Al-Ahly   |

### Semifinales
| Equipo 1 | Agr.     | Equipo 2           | Ida | Vuelta |
| -------- | -------- | ------------------ | --- | ------ |
| Al-Ahly  | 2–2 (v.) | Espérance de Tunis | 2–1 | 0–1    |
| Mazembe  | 3–1      | Kabylie            | 3–1 | 0–0    |

### Final
| Equipo 1 | Agr. | Equipo 2           | Ida | Vuelta |
| -------- | ---- | ------------------ | --- | ------ |
| Mazembe  | 6–1  | Espérance de Tunis | 5–0 | 1–1    |

#### Ida
| 31-10-2010 | Mazembe                                                    | 5 – 0   | Espérance de Tunis | Stade de la Kenya, Lubumbashi                             |                                                           |
|            | Ngandu 19' 75' · Kaluyituka 45' (pen.) · Singuluma 55' 59' | Reporte |                    | Asistencia: 30,000 espectadores Árbitro(s): Kokou Djaoupe | Asistencia: 30,000 espectadores Árbitro(s): Kokou Djaoupe |

#### Vuelta
| 13-11-2010 | Espérance de Tunis | 1 – 1   | Mazembe   | Stade 7 November, Tunis                                    |                                                            |
|            | Afful 24'          | Reporte | Kanda 67' | Asistencia: 60,000 espectadores Árbitro(s): Daniel Bennett | Asistencia: 60,000 espectadores Árbitro(s): Daniel Bennett |

Campeón

T. P. Mazembe
4° título

## Goleadores
| Jugador          | Equipo             | Goles |
| ---------------- | ------------------ | ----- |
| Michael Eneramo  | Espérance de Tunis | 8     |
| Dioko Kaluyituka | Mazembe            | 7     |
| Oussama Darragi  | Espérance de Tunis | 5     |
| Wajdi Bouazzi    | Espérance de Tunis | 5     |
| Given Singuluma  | Mazembe            | 5     |